# Hindang

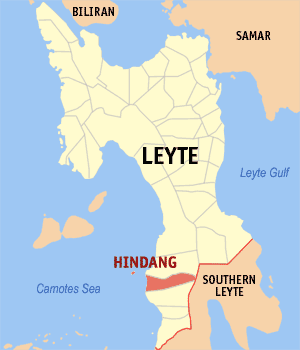
Bản đồ Leyte với vị trí của Hindang

Hindang là một đô thị hạng 5 ở tỉnh Leyte, Philippines. Theo điều tra dân số năm 2000 của Philipin, đô thị này có dân số 18.493 người trong 4.009 hộ.

## Các đơn vị hành chính
Hindang được chia ra 20 barangay.
| - Anahaw - Anolon - Baldoza - Bontoc - Bulacan - Canha-ayon - Capudlosan - Himacugo - Doos Del Norte - Doos Del Sur | - Himokilan Island - Katipunan - Maasin - Mabagon(tonjong's land) - Mahilum - Poblacion 1 - Poblacion 2 - San Vicente - Tabok - Tagbibi |